# Anne of Little Smoky
Anne of Little Smoky er en amerikansk stumfilm fra 1921 af Edward Connor.

## Medvirkende
- Winifred Westover som Anne
- Dolores Cassinelli som Gita
- Joe King som Bob Hayne
- Frank Hagney som Ed Brockton
- Ralph Faulkner som Tom Brockton
- Harold Callahan som Buddy
- Alice Chapin som Mrs. Brockton
- Frank Sheridan
- Edward Roseman som Sam Ward